# Arachnospila belokobylskii
Arachnospila belokobylskii (лат.) — вид дорожных ос рода Arachnospila (Pompilidae). Приморский край (Россия).

## Этимология
Видовое название дано в честь гименоптеролога Сергея Александровича Белокобыльского (Зоологический институт РАН, Санкт-Петербург), собравшего типовую серию в 1993 году.

## Описание
Мелкого размера красно-чёрная дорожная оса. Длина 5—6 мм. Тело и ноги черные. Мандибулы коричневатые в верхней части, тергит T1 и стернит S1 (кроме базальной части), T2 и S2 (кроме апикальной части), а иногда и T3 в нижней части ржаво-красные. Самец этого вида очень похож на самца Arachnospila (Ammosphex) dschingis Wolf and Móczár, 1972 , но отличается от него тем, что гоностили гениталий по длине примерно равны парапениальным долям (длиннее парапениальных долей у A. dschingis), гоностили с короткими прямыми рассеянными волосками апикально (с длинными прямыми густыми волосками у A. dschingis), вольселла закруглена апикально (заострена у A. dschingis).

## Распространение и экология
Этот вид встречается на Дальнем Востоке России: Приморский край. Обитает в широколиственных лесах.